# Георгије Исарис
Георгије Исарис (умро после 1371) је био грчки великаш, епарх на двору српског цара Душана и велики примикарије Угљеше Мрњавчевића.

## Биографија
Георгије је носио високу титулу још током владавине цара Душана (1331-1355). Најпре је био епарх на Душановом двору. У хијерархији Серске државе под Угљешом Мрњавчевићем заузимао је титулу великог примикарија, веома високу. На јесен 1366. године парничи се са монасима Хиландара поводом имовине коју је манастиру оставио његов покојни зет, Георгије. Исарис је изгубио парницу. Поднео је фалсификован тестамент свога истоименог зета те му је било забрањено да обнавља процес. Након поновног заузимања Сера од стране Манојла Палеолога, после погибије Угљеше у Маричкој бици (1371), Исарис је променио страну. Прихватајући политичку реалност, Исарис прилази византијском цару Јовану V Палеологу од кога добија титулу великог контоставла. То је последњи помен Исариса у изворима.